# 邱國正
邱國正（1953年4月12日—），中華民國陸軍二級上將（退役）、特任政務官，江蘇省灌雲縣人，駐外武官出身，為中華民國國軍留美、留非將領之一，螢橋國小、陸軍官校正45期裝甲兵科、南非陸軍參大、美國陸軍戰爭學院畢業。現任國家中山科學研究院專任顧問、國防安全研究院戰略諮詢委員，曾任國防部部長、國家安全局局長、國軍退除役官兵輔導委員會主任委員、參謀本部參謀總長、陸軍司令、國防部副部長、國防大學校長、後備司令、陸軍六軍團指揮官、參謀本部作戰參謀次長、陸軍六軍團副司令、陸軍總部作戰署長、陸軍裝步373旅長、陸軍機步249師參謀長、駐南非武官及陸軍獨立95旅戰車營長。

## 生平

### 軍旅生涯

#### 留外學歷
陸軍官校45期裝甲兵科畢業，曾派赴南非參謀大學進修，並赴美國陸軍戰爭學院深造，畢業於1999年班（2018年為首位台灣人入選該校名人堂）。初下部隊，在292師裝騎連先後擔任排長及副連長。

#### 初任將官
陸軍上校時期，歷任陸軍機械化第249師第2戰鬥群指揮官、陸軍機械化第249師參謀長。2001年1月1日，晉升陸軍少將，歷任陸軍裝步第373旅旅長、陸軍總司令部作戰署署長。2006年7月1日，晉升陸軍中將，歷任陸軍第六軍團副司令、國防部參謀本部作戰參謀次長、陸軍第六軍團指揮官、後備司令部司令。

#### 陸軍上將
2012年9月1日，由於國防大學校長陳永康上將出缺，雖然國防部長高華柱力薦由時任陸軍副司令孫玦新中將接替繼任，後來由於總統馬英九因青睞獨排眾議，核定勾選由邱國正晉升陸軍二級上將。隨後在馬政府時期陸續受到重用，先後歷任國防大學校長、國防部軍備副部長與陸軍司令部司令等職務。
2015年，陸軍東引地區指揮部指揮官楊嘉智少將涉嫌酒後性騷，國防部陸軍司令部兩性平權委員會確認楊違反兩性營規，卻僅給予記過二次懲處。陸軍司令邱國正上將認為懲處過輕，決定將楊移送司法偵辦。這也是陸軍首次將輕懲的將領移送法辦。
2016年12月1日，蔡政府時期同樣受到重用，升任參謀總長，於2017年4月屆齡退伍，正式結束軍旅生涯。2017年4月25日，總統府發布人事令核准邱國正退伍，由李喜明海軍二級上將接任參謀總長。28日，邱國正在總統府獲授二等寶鼎勳章。5月1日，正式退役。

### 政務官時期

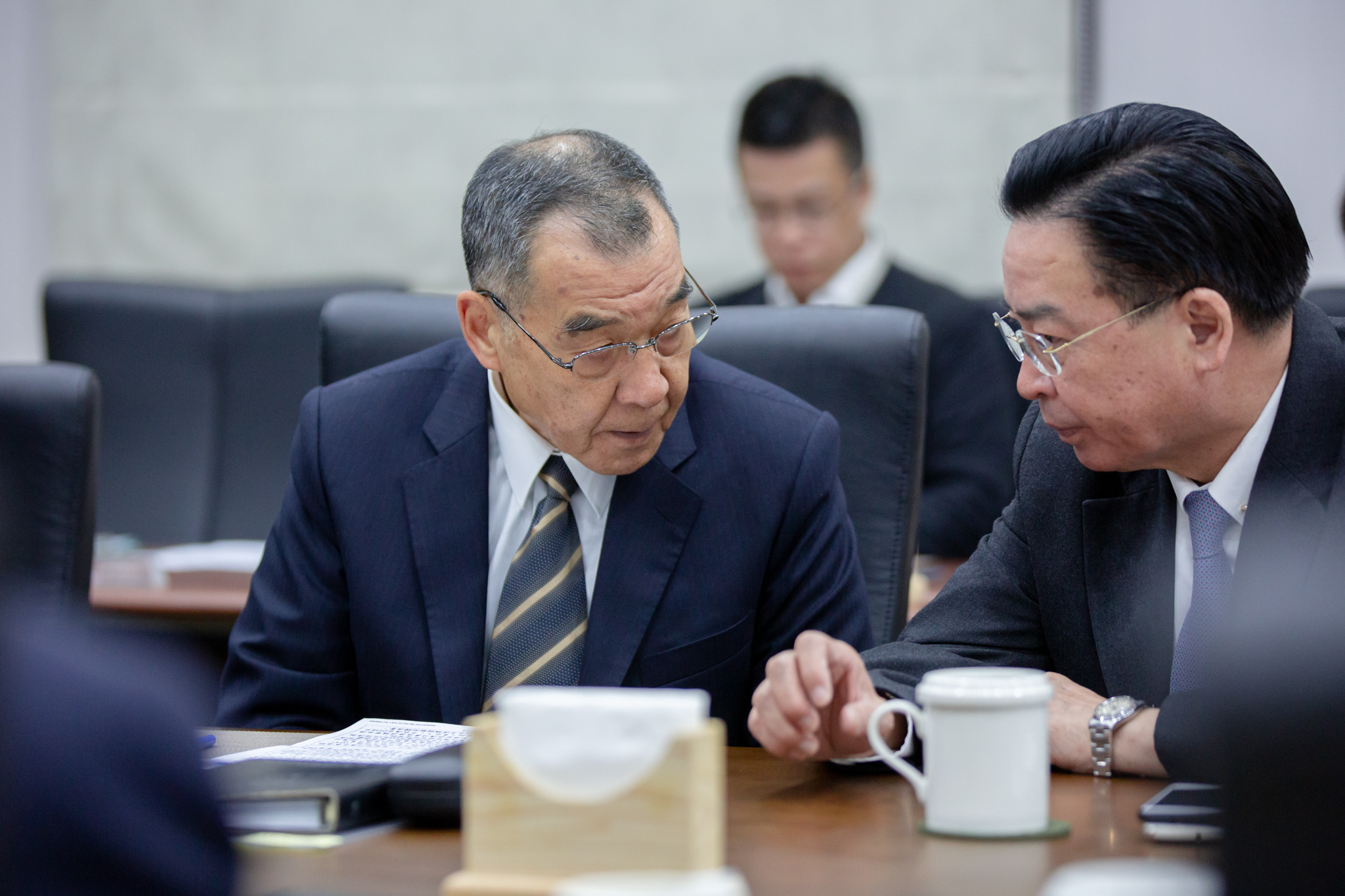
國安局長邱國正與外交部長吳釗燮於國安高層會議討論武漢肺炎疫情

2018年2月26日，接替李翔宙接任國軍退除役官兵輔導委員會主任委員。2019年72任4員日，接任國家安全局局長。任內適逢影響台灣選舉的王立強事件與向心、龔青案，兩岸政情關係緊張。
2021年2月23日，轉任國防部部長，期間兼任國家中山科學研究院董事長，並在卸任後獲聘為該院顧問。

## 荣誉

### 中华民国勋章奖章
- 三等云麾勋章（2012年8月31日于台北总统府颁授[24]）
- 二等宝鼎勋章（2017年4月28日于台北总统府颁授[5]）
- 二等景星勳章（2024年5月13日於總統府頒授）[25]

## 家庭
邱國正之子邱晃年曾任國防部軍事情報局駐土耳其伊斯坦堡的秘密情報員。2014年中華人民共和國政府諜報人員恐因國防部軍事情報局內鬥的黑函而得到流出的資料，可能在土耳其抓捕邱晃年，差一點就出現國軍上將之子成陸方人質的首次案例，之後邱晃年逃脫回國，但已使中華民國在土耳其的秘密情報站全面撤站。

## 爭議

### 立法院國家語言發展法口譯服務爭執
立法院於2018年12月25日通過國家語言發展法以保障及推動各族群語言發展並於翌年施行後，2021年9月27日，基進黨立委陳柏惟依該法申請使用通譯服務後以台語發言質詢，邱未接受委員會席間在座的傳譯而另請常務次長李宗孝協助翻譯，會中爆發爭執，立法院遂於次日宣布暫緩語言通譯服務。台灣教授協會、台灣人權促進會、鄭南榕基金會、陳文成紀念基金會、台越文化協會、台灣原住民族政策協會等多個團體聲援陳柏惟，於10月29日發表記者會聯合聲明，呼籲落實國家語言發展法。

### 特戰士兵陳情案
2022年3月11日，特戰部隊士兵阿忠電郵致呈蔡英文總統，投訴國軍補給、整訓與政戰等存在多方弊端，士兵自費外購戰鬥個裝，相對教召內容成對比，並建請免除大兵日記制。其陳情文號與個資遭人自總統府內非法拍照並外洩而曝光 ；邱國正回應不會放過他，要修理「靠北」的人；但經立法院朝野立委質詢後澄清不知是誰，不會去抓；戰鬥個裝撥補按優先順序，見不得人家好是偏、幼稚、很窩囊。

### 邱子被爆涉黃
2024年3月28日，邱國正之子，在中華民國國安局任職已婚的邱晃年被爆涉嫌嫖娼與自揭身分，多家媒體掌握其與數名應召女子的20多張照片和8部自錄的性愛與討論心得影片。國安局立案調查後送獎懲委員會，決議記兩大過汰除。當日邱國正口頭向總統府提出辭呈，被蔡英文以“區域安全形式嚴峻”爲由挽留。

## 畫廊
- 邱國二級上將，陸軍司令任內
- 邱國正二級上將，參謀總長任內